# Дальнинское муниципальное образование
Дальнинское муниципальное образование — муниципальное образование со статусом сельского поселения в 
Нижеилимском районе Иркутской области России. Административный центр — посёлок Дальний.

## Демография
По результатам Всероссийской переписи населения 2010 года 
численность населения муниципального образования составила 627 человек, в том числе 279 мужчин и 348 женщин.

## Населённые пункты
В состав муниципального образования входят населённые пункты
- Дальний